# Kostel Nanebevzetí Panny Marie (Habry)
Kostel Nanebevzetí Panny Marie je kostel v Habrech.

## Historie
Stojí na základech původního románského kostela sv. Petra a Pavla ze 13. století, ze kterého se dodnes dochoval zazděný portál na severní straně presbytáře a zdivo sakristie. Kostel sv. Petra a Pavla byl postaven benediktiny z vilémovského kláštera. Kostel byl zřejmě vypálen buď v roce 1421 (vypálení vilémovského kláštera) nebo v roce 1422 při pronásledování Zikmundových vojsk husity. Další ránu kostel dostal v 17. století, kdy dvakrát vyhořel a byl vydrancován.
S obnovou kostela se začalo v roce 1678 a o jeho dostavění se postaral hrabě Karel Leopold z Millesima. Věž ke kostelu byla přistavěna v 18. století, původní v ní byly zavěšeny dva zvony, první z roku 1676 a druhý z roku 1849, které byly během první světové války zrekvírovány. Dnešní zvony pocházejí z roku 1498 a 1492. Kostelní hodiny byly na věž posazeny 20. prosince 1907. U vstupu do kostela se nacházejí dvě kropenky z roku 1840. Na obou kropenkách jsou zkratky dárců, kteří byli bratři František (FCH) a Tomáš Chleborádovi (TCH). Věčná lampa nad oltářem pochází z roku 1892 a byla zavěšena P. Josefem Břízou. Z roku 1983 pocházejí dnešní varhany, které byly vytvořené Václavem Růtem z Kutné Hory.
Kostel je chráněn jako kulturní památka České republiky.
Vedle kostela byla ve 2. polovině 18. století postavena hrobová kaple hrabat Pöttingů z Persingu.